# Lyot-Filter
Der nach seinem Erfinder, dem französischen Astronomen Bernard Ferdinand Lyot, benannte Lyot-Filter ist ein optischer Filter, der Doppelbrechung nutzt, um einen schmalen Durchlassbereich der übertragenen Wellenlängen zu erzeugen. Der Anwendungsbereich des Lyot-Filters sind die Astronomie, die Laserphysik, um durchstimmbare Laser zu realisieren, sowie die optische Datenübertragung.

## Aufbau
Ein Lyot-Filter besteht aus einem doppelbrechenden Kristall, normalerweise Quarz, und einem nachfolgenden Polarisationsfilter.
Um den freien Spektralbereich zu erhöhen, werden mehrere Lyot-Filter hintereinander geschaltet. Dabei wird die Dicke der Kristallplatten bei jedem nachfolgenden Filter halbiert.

## Physikalisches Prinzip

Prinzipskizze eines Lyot-Filters. Zur Erklärung siehe Text

Auf Grund der doppelbrechenden Eigenschaften der Platten unterliegen die ordentlichen und außerordentlichen Komponenten eines Lichtstrahls unterschiedlichen Brechungsindizes auf und besitzen deshalb unterschiedliche Phasengeschwindigkeiten. Dies führt für unterschiedliche Wellenlängen zu unterschiedlichen Phasendifferenzen {\displaystyle \delta } zwischen ordentlichem und außerordentlichem Strahl nach Durchlaufen des Kristalls. Betrachtet man linear polarisiertes Licht das auf den Filter trifft, so wird das Licht durch die Platte im Allgemeinen elliptisch polarisiert. Nur wenn die Phasendifferenz beider Teilstrahlen {\displaystyle \delta =m\cdot 2\pi } entspricht, ist das Licht hinter dem Filter wieder in gleicher Weise linear polarisiert ({\displaystyle m} ist eine natürliche Zahl). Dies ist nur bei bestimmten Wellenlängen der Fall.
Die von der Zeit {\displaystyle t} abhängige Feldstärke des sich in x-Richtung ausbreitenden Feldes mit Kreisfrequenz {\displaystyle \omega } und Betrag des Wellenvektors {\displaystyle k=\left|{\vec {k}}\right|} ist {\displaystyle {\vec {E}}(x,t)={\vec {E}}_{0}\cos(\omega t-kx)}. Diese wird in die Komponenten parallel zur optischen Achse (außerordentlicher Strahl) und senkrecht zur optischen Achse (ordentlicher Strahl) zerlegt
{\displaystyle {\vec {E_{0}}}=E_{0}\cos(\alpha ){\vec {e}}_{z}+E_{0}\sin(\alpha ){\vec {e}}_{y}=E_{0z}{\vec {e}}_{z}+E_{0y}{\vec {e}}_{y}}
wobei der Einheitsvektor in x-Richtung {\displaystyle {\vec {e}}_{x}} parallel zur Ausbreitungsrichtung, {\displaystyle {\vec {e}}_{z}} parallel zur optischen Achse ist und {\displaystyle \alpha } der Winkel ist, den die Polarisationsebene des Lichts und die optische Achse einschließen (vgl. Abbildung). Wenn der doppelbrechende Kristall so in den Strahlengang gestellt wird, dass er bei {\displaystyle x=0} beginnt und bei {\displaystyle x=L} endet, so wird die Feldstärke hinter dem Kristall durch
{\displaystyle {\vec {E}}(t,L)=E_{0z}\cos(\omega t-kn_{a}L){\vec {e}}_{z}+E_{0y}\cos(\omega t-kn_{o}L){\vec {e}}_{y}}

beschrieben. Dabei ist {\displaystyle n_{o}} der Brechungsindex des ordentlichen sowie {\displaystyle n_{a}} der Brechungsindex des außerordentlichen Strahls.
Durch Vergleich mit der Feldstärke vor dem Auftreffen auf den Kristall folgt die Phasendifferenz der beiden Teilstrahlen:
{\displaystyle {\begin{aligned}\delta &=k\left(n_{o}-n_{a}\right)L\\&={\frac {2\pi }{\lambda }}\left(n_{o}-n_{a}\right)L\end{aligned}}}
Das Licht ist nach dem Durchlaufen des Kristalls nur dann im gleichen Polarisationszustand wie beim Einfall, wenn die Phasendifferenz ein ganzzahliges Vielfaches von {\displaystyle 2\pi } ist: 
{\displaystyle {\begin{aligned}\delta &=m\cdot 2\pi \\{\frac {2\pi }{\lambda }}(n_{o}-n_{a})L&=m\cdot 2\pi \\\lambda &={\frac {L(n_{o}-n_{a})}{m}}\end{aligned}}}
Der nachfolgende Polarisationsfilter schwächt alle Anteile des Lichts ab, deren Wellenlänge nicht die obige Bedingung erfüllt. Der Lyot-Filter ist also ein wellenlängenabhängiger optischer Filter.
Es lässt sich auch eine quantitative Aussage über den transmittierten Anteil treffen. Sei nun {\displaystyle \varphi =0}, der Winkel zwischen der optischen Achse des doppelbrechenden Kristalls und der des nachfolgenden Polarisationsfilters, unter dem das aus dem Kristall austretende linear polarisierte Licht {\displaystyle {\vec {E}}} optimal durchgelassen wird (maximale Transmission). Der um ein beliebiges {\displaystyle \varphi } gedrehte Polarisationsfilter lässt dann nur noch die Komponente {\displaystyle |{\vec {E}}|\cdot \cos(\varphi )} durch. Dies entspricht einer Intensität
{\displaystyle I(\varphi )=\left|{\vec {E}}(\varphi )\right|^{2}=|{\vec {E}}|^{2}\cos ^{2}(\varphi ).}
Der Intensitätstransmissionskoeffizient, der als das Verhältnis von einfallender Intensität {\displaystyle I_{0}} zur Ausgangsintensität {\displaystyle I} des Filters definiert ist {\displaystyle T={\frac {I}{I_{0}}}} ist dann
{\displaystyle T(\lambda )=\cos ^{2}\left({\frac {\pi L(n_{o}-n_{a})}{\lambda }}\right)}
bzw. in Abhängigkeit von der Lichtfrequenz {\displaystyle \nu ={\frac {\omega }{2\pi }}}
{\displaystyle T(\nu )=\cos ^{2}\left({\frac {\pi L(n_{o}-n_{a})\nu }{c}}\right).}

Der freie Spektralbereich {\displaystyle \Delta \nu } des Filters ergibt sich aus dem Abstand zweier Maxima zu
{\displaystyle \Delta \nu ={\frac {c}{L(n_{o}-n_{a})}}.}

## Hintereinanderschaltung

Transmission hintereinandergeschalteter Lyot-Filter. Die Dicke des doppelbrechenden Kristalls halbiert sich bei jedem nachfolgenden Filter

Die totale Transmission von {\displaystyle M} hintereinander geschalteten Filtern ergibt sich durch Multiplikation der Einzeltransmissionen {\displaystyle T_{m}}:
{\displaystyle T_{tot}(\lambda )=\prod \limits _{m=1}^{M}T_{m}(\lambda )}
Im nebenstehenden Bild wurden vier Lyot-Filter hintereinander geschaltet. Dabei wurde die Dicke der Platten (doppelbrechender Kristall) bei jedem weiteren Filter halbiert.

## Durchstimmbarkeit
Die durchgelassenen Wellenlängen eines Lyot-Filters sind durch {\displaystyle L}, die Dicke des Kristalls, und {\displaystyle n_{o}} bzw. {\displaystyle n_{a}}, die Brechungsindizes des ordentlichen und außerordentlichen Strahls des doppelbrechenden Materials, festgelegt. Werden diese Parameter verändert, so ändert sich der Durchlassbereich des Filters.
Am einfachsten lässt sich der Lyot-Filter verstimmen, indem der Kristall um die z-Achse gedreht wird, was zu einer Änderung von {\displaystyle L} führt. Handelt es sich beispielsweise um einen würfelförmigen Kristall, so ist {\displaystyle L} minimal, wenn das Licht senkrecht auf eine Seitenfläche trifft. Wird der Kristall um die z-Achse gedreht, so muss das Licht eine größere Strecke im Kristall durchlaufen, was zu einer Änderung der Phasendifferenz der beiden Teilstrahlen führt und damit zu einer Änderung des Durchlassbereiches des Filters.
Durch Drehung des Kristalls um den Winkel {\displaystyle \vartheta } um die x-Achse, verändert sich das Transmissionsmaximum {\displaystyle \lambda _{m}={\frac {L(n_{o}-n_{a})}{m}}} des Lyot-Filters, da {\displaystyle n_{o}} unabhängig aber {\displaystyle n_{a}} abhängig von {\displaystyle \vartheta } ist (Brechungsindexellipsoid).
Die Verwendung von elektrisch veränderbaren Doppelbrechungselementen (z. B. Flüssigkristallen) ergibt ein „elektrisch abstimmbares Lyot-Filter“. Durch Variation der Feldstärke eines äußeren elektrischen Feldes ändert sich der Brechungsindex spezieller Kristalle wie KDP (Kaliumdihydrogenphosphat) durch den elektrooptischen Effekt. Dies führt wiederum zu einem verstimmbaren Lyot-Filter, wobei der durchstimmbare Bereich klein ist.